# Zagubione planetoidy
Zagubione planetoidy – planetoidy, które zostały odkryte w wyniku obserwacji astronomicznych, jednakże z różnych powodów nie można ich odnaleźć ponownie, by móc takie obserwacje powtórzyć. Są to obiekty, które naukowcy stracili z oczu na zawsze bądź na jakiś czas.
Podstawowym powodem zagubienia planetoid jest niewyznaczenie ich orbit lub brak precyzji w obliczeniu ich trajektorii (co może wynikać ze zbyt małej ilości obserwacji ich położenia), w związku z czym niemożliwe jest określenie ich aktualnej pozycji orbitalnej. Innym powodem zagubienia tych ciał mogą być zmiany ich torów spowodowane zakłóceniami grawitacyjnymi większych od nich planetoid lub planet. Jeszcze innym powodem mogą być zderzenia z planetami (np. z Jowiszem) lub też z  innymi asteroidami.